# Erythroxylum citrifolium
Erythroxylum citrifolium es una especie de arbusto perteneciente a la familia de las eritroxiláceas.

## Distribución y hábitat
Es una especie de planta sudamericana con presencia en Brasil, Colombia, Guayana Francesa, México, Panamá y Venezuela. Crece en suelos arenosos o arcillosos, incluso pedregosos, a altitudes entre los 100 y 2200 m s.n.m.

## Taxonomía
Erythroxylum citrifolium fue descrita por Otto Eugen Schulz y publicado en Flora Brasiliae Meridionalis (quarto ed.) 2(13): 94 en 1829.
Etimología
Erythroxylum: nombre genérico compuesto que viene del griego erythro-, que significa 'rojo', y del griego ξύλον, que significa 'madera'.

## Importancia económica y cultural

### Estudios farmacológicos
Se ha identificado la presencia del alcaloide tropánico cocaína en esta especie.

## Galería de imágenes

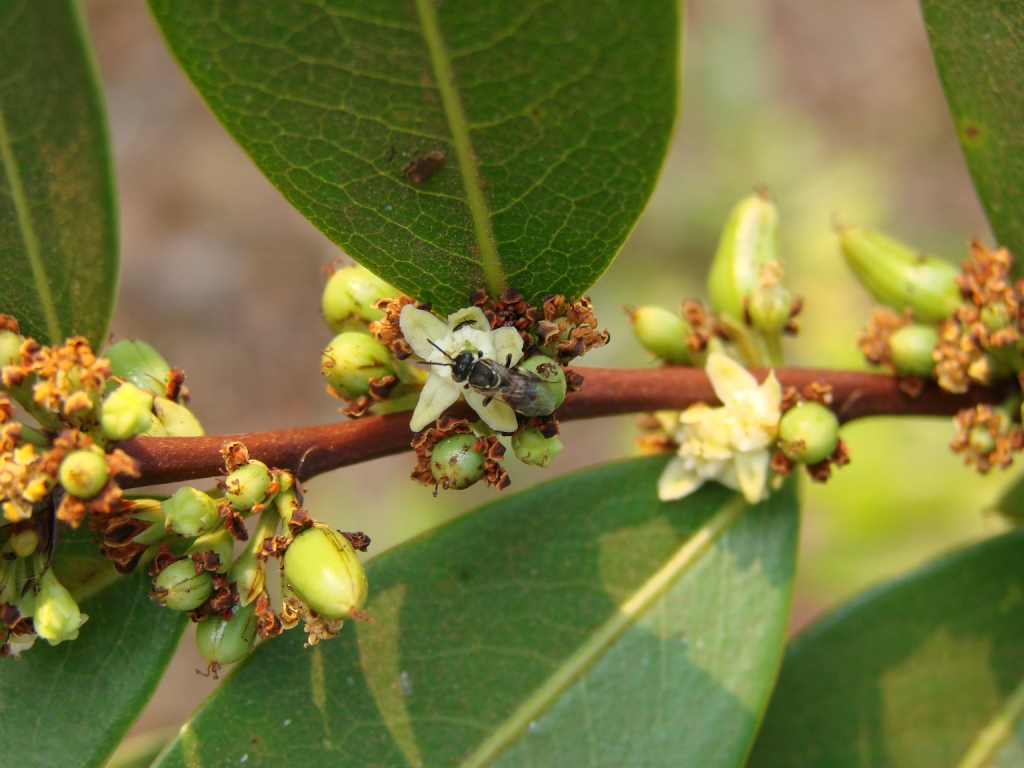
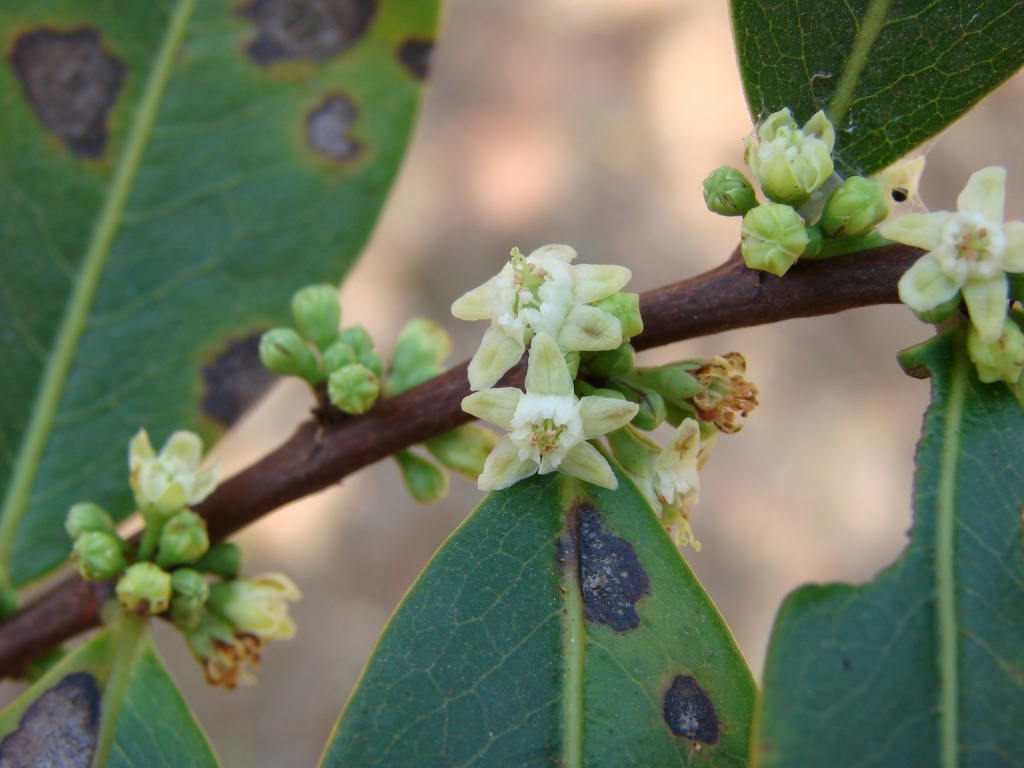
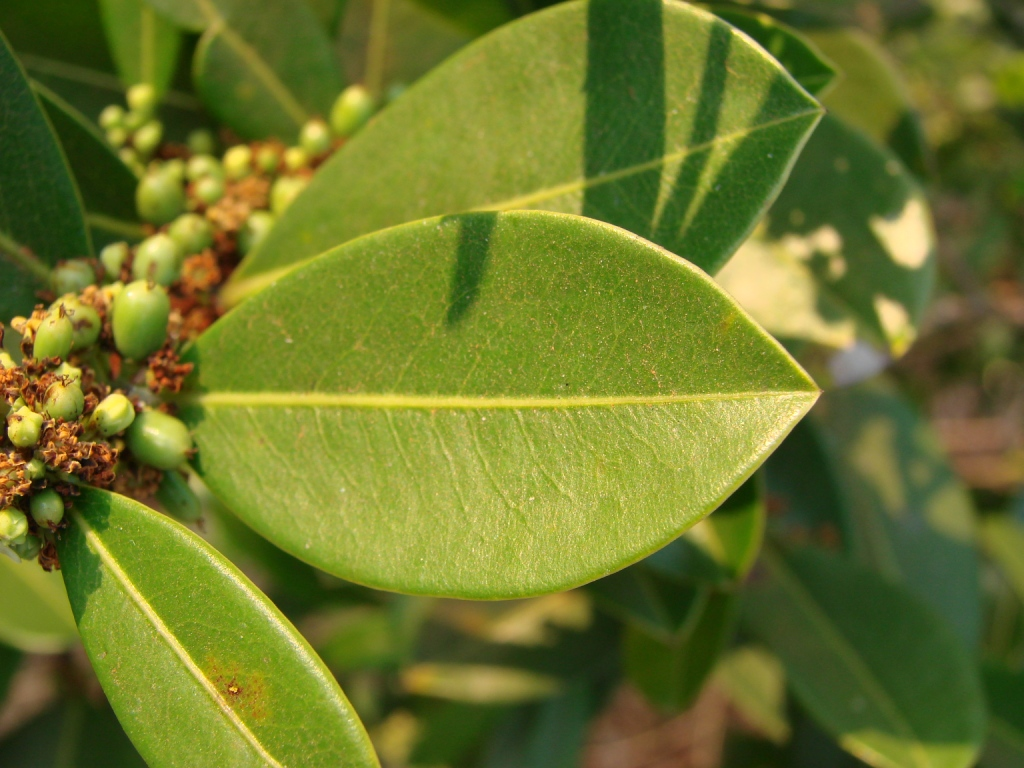

## Nombres comunes
- Acarreto (Panamá),[10] mestizo y comino (Colombia)[11]